# Wojna litewsko-moskiewska (1558–1570)
Wojna litewsko-moskiewska w latach 1558–1570 – wojna pomiędzy Wielkim Księstwem Litewskim, wspieranym przez Polskę a Carstwem Rosyjskim.
Była częścią większych zmagań Polski, Litwy, Szwecji, Danii i Rosji o dominium Maris Baltici (władztwo Morza Bałtyckiego), znanych jako I wojna północna.

## Geneza
Główną przyczyną wybuchu tej wojny było parcie Rosji w kierunku Morza Bałtyckiego w celu opanowania niezamarzających zimą portów na terytorium Inflant. Bezpośrednim casus belli stała się interwencja państwa polsko-litewskiego w spór pomiędzy arcybiskupem ryskim – Wilhelmem Hohenzollernem a mistrzem krajowym inflanckiej gałęzi zakonu krzyżackiego – Johannem Wilhelmem von Fürstenbergiem.

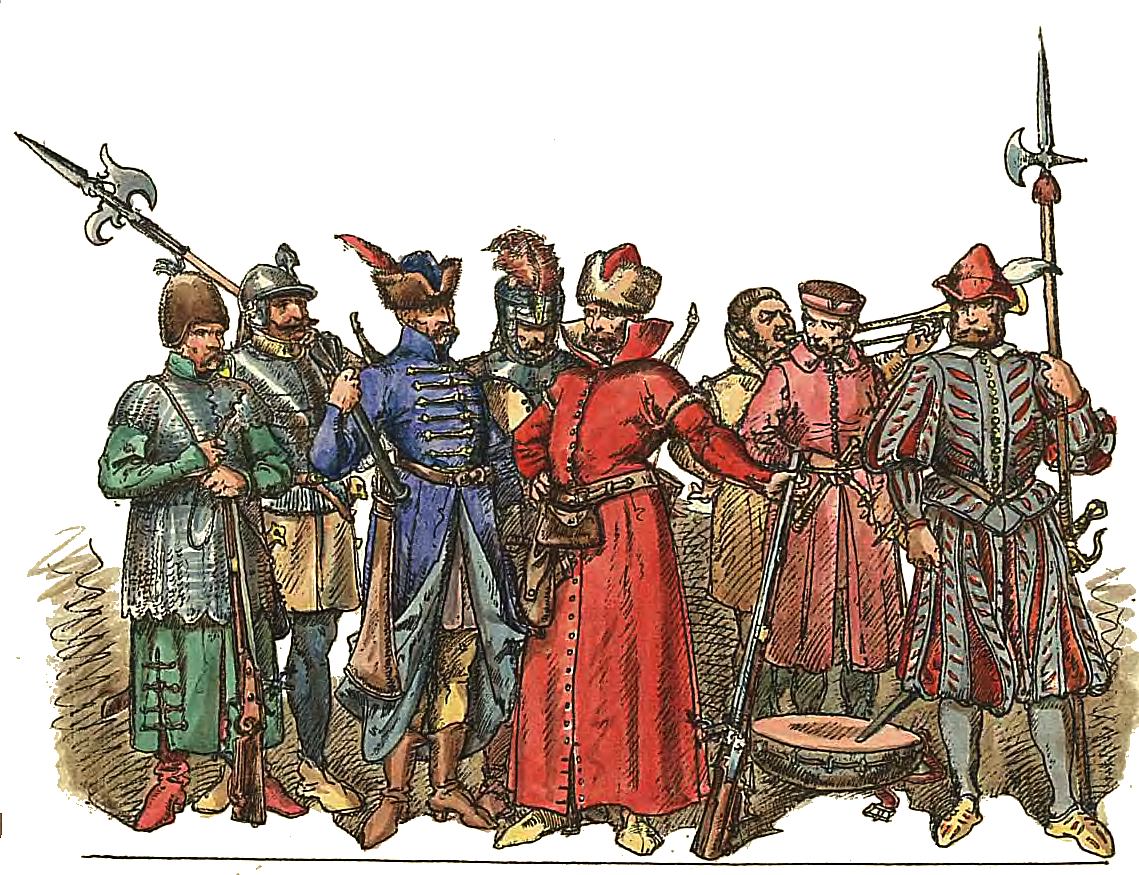
Piechota polska 1548–1572

## Wyprawa poswolska

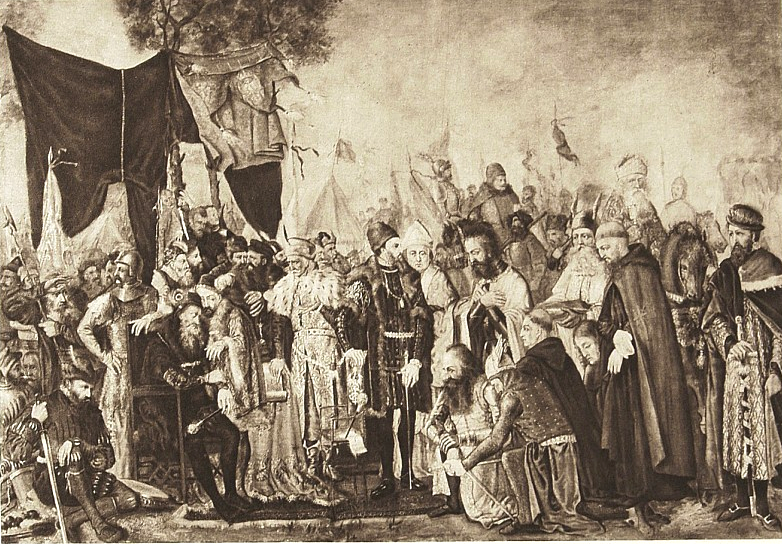
Hołd krzyżaków gałęzi inflanckiej w Pozwolu 1557, obraz Maurycego Gottlieba

Inflancka gałąź zakonu krzyżackiego związała się w 1554 z Rosją, podpisując upokarzający pokój, na mocy którego wyrzekła się związków z Polską i Litwą, zobowiązując się płacić Rosjanom trybut z Dorpatu.
W obawie przed interwencją moskiewską Krzyżacy rozpoczęli prześladowanie arcybiskupa ryskiego Wilhelma, który był zwolennikiem sekularyzacji Inflant i przyłączenia ich na wzór Prus do państwa polsko-litewskiego.
Król Polski Zygmunt II August wystąpił jako protektor arcybiskupstwa ryskiego i zagroził Krzyżakom interwencją zbrojną. W obozie pod Poswolem zgromadził we wrześniu 1557 26 tysięcy żołnierzy i 56 armat wojska litewskiego pod dowództwem hetmana wielkiego litewskiego Mikołaja Radziwiłła Rudego i 20 tysięcy wojsk polskich dowodzonych przez Jana Mieleckiego. Demonstracja zbrojna wywołała spodziewane wrażenie na zakonnikach inflanckich, tak że 14 września wielki mistrz Johann Wilhelm von Fürstenberg ukorzył się przed Zygmuntem Augustem i podpisał sojusz skierowany przeciwko Rosji.
Car Iwan IV Groźny potraktował to jako casus belli i rozpoczął mobilizację swoich armii.

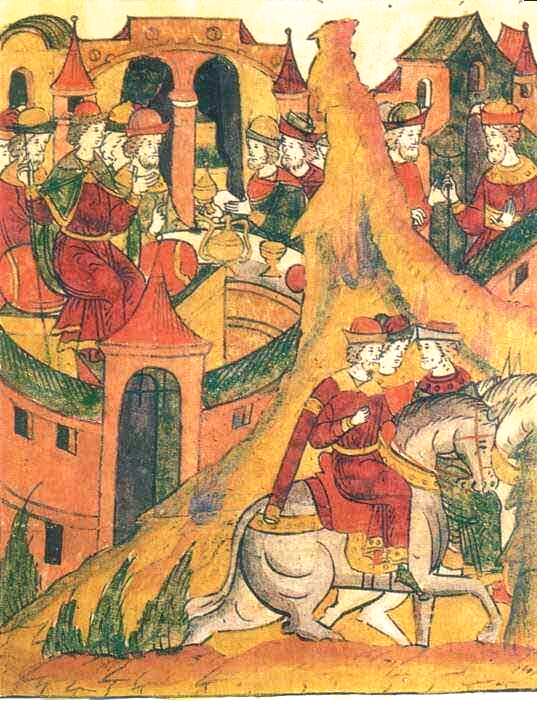
Iwan IV Groźny wysyła swoich posłów na Litwę, moskiewska miniatura z XVI wieku

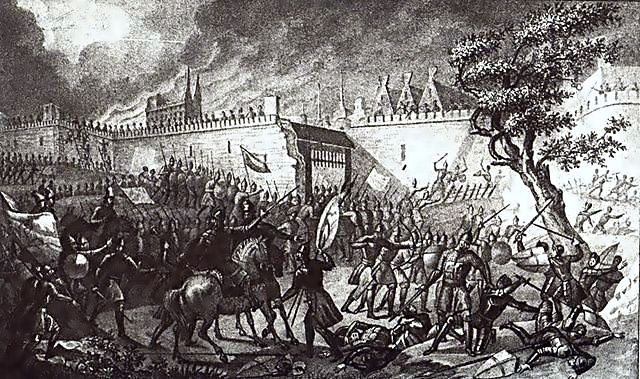
Rosjanie zdobywają Narwę w 1558

## Wybuch
W styczniu 1558 roku 70-tysięczne wojska moskiewskie uderzyły na Inflanty. Rosjanie zajęli Dorpat, Narwę i kilka zamków inflanckich. Święte Cesarstwo Rzymskie nie udzieliło żadnej pomocy wojskowej, formalnie podległemu sobie terytorium, poprzestając na 100 tys. guldenów subsydium i nałożeniu embarga na handel towarami strategicznymi z państwem moskiewskim.
12 maja skapitulowała Narwa. Zakon złożył z urzędu Fürstenberga, który bez wiedzy zakonu rozpoczął tajne pertraktacje z Danią. Nowym wielkim mistrzem został wybrany stronnik polski Gotthard Kettler.
Jednocześnie w 1560 biskup kurlandzki Johann von Muenhausen przeszedł na luteranizm i sprzedał tytuł biskupa duńskiemu księciu Magnusowi. Tym samym Dania posiadła Ozylię i Piltyń. W 1561 król szwedzki Eryk XIV Waza opanował Estonię z Rewlem. Rozpoczęła się I wojna północna.

## Sekularyzacja Inflant
31 sierpnia 1559 zawarto w Wilnie układ, mocą którego Zygmunt August jako wielki książę litewski obejmował protektorat nad Inflantami. Rękojmią tego porozumienia było oddanie załogom litewskim kilku zamków inflanckich.
28 listopada 1561 podpisano pakt wileński, likwidujący państwo zakonu krzyżackiego w Inflantach i powołujący w jego miejsce Księstwo Zadźwińskie (formalnie od 1566), włączone do państwa polsko-litewskiego oraz lenne Księstwo Kurlandii i Semigalii z księciem Gotthardem Kettlerem jako lennikiem Rzeczypospolitej.

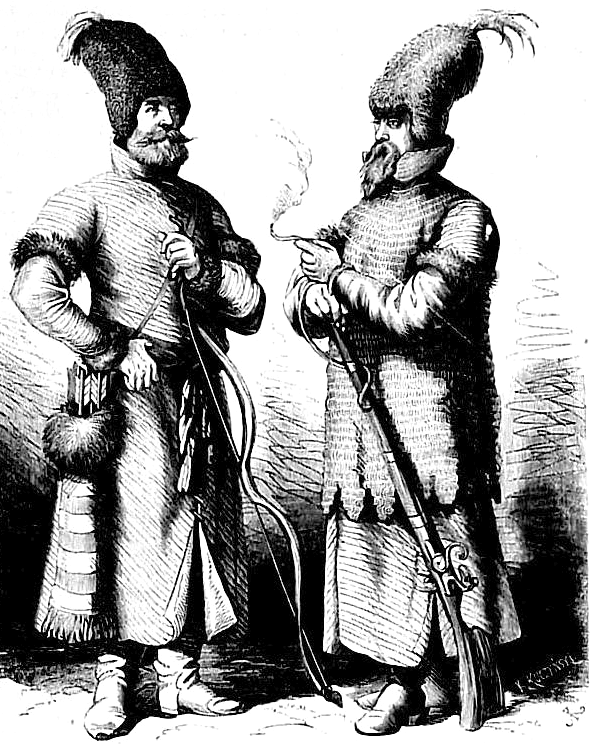
Żołnierze litewscy XVI wieku

## I faza wojny
W 1561 Inflanty zostały obsadzone przez 10-tysięczny korpus polskich wojsk zaciężnych, dowodzony przez hetmana polnego koronnego Floriana Zebrzydowskiego.
W 1562 wojska litewskie Mikołaja Radziwiłła Rudego przeprowadziły uderzenie na Wieliż. 19 sierpnia tego roku wojska polskie w sile 1300 jazdy i 200 piechoty, pod wodzą starosty różańskiego Stanisława Leśniowolskiego pobiły w bitwie pod Newlem wielokrotnie liczniejsze wojska moskiewskie (ok. 25 000 ludzi) dowodzone przez Andrzeja Kurbskiego.

### Wojna połocka
Na początku 1563 na Litwę uderzyły dwie armie moskiewskie w sile odpowiednio 80 i 40 tysięcy ludzi i 200 armat, pod osobistym dowództwem cara Iwana IV Groźnego.
31 stycznia zgrupowanie wojsk moskiewskich w sile 32 tysięcy żołnierzy uderzyło z okolic Wielkich Łuk w kierunku Połocka. Po krótkotrwałym oblężeniu Rosjanie zdobyli to miasto 15 lutego.
Do niewoli dostał się wojewoda połocki Stanisław Stanisławowicz Dowojno, a Rosjanie utopili w Dźwinie wszystkich miejscowych Żydów. Podpisano następnie kilkumiesięczne zawieszenie broni.
5 października 1563 podpisano w Kopenhadze sojusz polsko-duński, na mocy którego oba państwa zobowiązały się wspólnie wystąpić przeciwko Szwecji i Rosji.

## II faza wojny

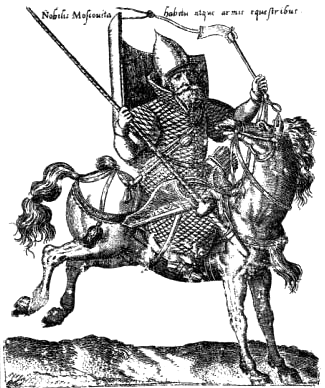
Jeździec moskiewski z połowy XVI wieku

Na Rygę uderzyły wojska szwedzkie, które bezskutecznie obległy miasto, zmuszone do odwrotu przez odsiecz polskich wojsk zaciężnych pod wodzą Ernesta Weihera. W grudniu 1563 Rosjanie przeprowadzili koncentrację dwóch zgrupowań: pod wodzą kniazia Piotra Szujskiego w Połocku i kniazia Piotra Oboleńskiego w Smoleńsku. Koncentryczne uderzenie wojsk moskiewskich na Litwę zostało powstrzymane przez Mikołaja Radziwiłła Rudego, który 26 stycznia 1564 wraz z hetmanem polnym litewskim Grzegorzem Chodkiewiczem pobił Rosjan dowodzonych przez kniazia Piotra Szujskiego w bitwie pod Czaśnikami, a 7 lutego rozbił wojska moskiewskie w bitwie pod Orszą.
We wrześniu wojska polskie dowodzone przez hetmana wielkiego koronnego Mikołaja Sieniawskiego połączyły się z litewskimi i podjęły nieudaną próbę odbicia Połocka. W listopadzie wojska moskiewskie zdobyły Jezieryszcze.
W szeregach moskiewskich pojawiły się wówczas pierwsze oznaki zwątpienia we własne siły. W kwietniu na stronę polsko-litewską przeszedł kniaź Andriej Kurbski, jeden z najbliższych współpracowników Iwana IV Groźnego. Wydał on wszystkich skrytych stronników Rosji w Inflantach i ujawnił stronie litewskiej siatkę płatnych agentów moskiewskich.
Wojska polsko-litewskie przeprowadziły uderzenie dywersyjne na Inflanty i Siewierszczyznę, podchodząc pod Starodub i Czernihów.
Rosjanie zaatakowali województwo mścisławskie.
W 1565 r. wojska polsko-litewskie spustoszyły okolice Newla, Wieliża i Wielkich Łuków, uprowadzając 8 tysięcy jeńców moskiewskich. W lipcu 1566 podpisano krótkie zawieszenie broni. Obie strony wykorzystały ten czas na prace fortyfikacyjne. Rosjanie rozpoczęli wznoszenie twierdz na zajętych przez siebie ziemiach Połocczyzny. Rozpoczęto wznosić zamki w Ulle, Turowli, Suszy,
Nieszczerdzie, Kozianach i Sokole, pod osłoną których wojska moskiewskie zamierzały wyprowadzić uderzenie w serce terytorium litewskiego. W odpowiedzi Litwini z polecenia Grzegorza Chodkiewicza rozpoczęli budowę zamków w Leplu, Worońcu, Dryssie, Dziśnie i Krzywi – zagradzając tym samym drogę potencjalnym działaniom wojsk moskiewskich.

### Wyprawa radoszkowicka

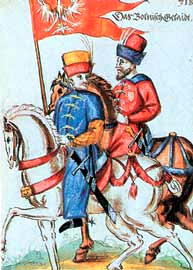
Polska kawaleria z połowy XVI wieku

16 lutego 1567 Rosja zawarła ze Szwecją przymierze skierowane przeciwko Litwie. 20 lipca wojewoda bracławski Roman Sanguszko pobił wojska moskiewskie w II bitwie pod Czaśnikami. Zygmunt II August postanowił wówczas przeprowadzić kolejną demonstrację zbrojną, licząc na wywołanie w Rosji powstania kniaziów i bojarów, niezadowolonych z rządów opryczniny. Pod Radoszkowiczami, niedaleko Mińska zebrało się na popis 47 000 żołnierzy – z tego 30 000 pospolitego ruszenia oraz 2400 posiłkowych żołnierzy z Korony z ok. 100 działami. Jednocześnie na państwo moskiewskie spadł najazd, działających w porozumieniu z Polską i Litwą Tatarów krymskich Dewlet I Gireja.
Iwan IV Groźny zmuszony został, tym samym, powstrzymać ofensywę i powrócił do Rosji, gdzie rozpoczął krwawą rozprawę z potencjalnymi spiskowcami.

## III faza wojny
Strona polsko-litewska przeszła teraz wyraźnie do kontrofensywy. Na początku 1568 wojewoda witebski Stanisław Pac zdobył zamek Sitno i zagroził Uświatowi i Wieliżowi. Starosta orszański Filon Kmita uderzył na Smoleńszczyznę i podszedł aż pod Wiaźmę. 20 sierpnia 1568 Roman Sanguszko zdobył szturmem zamek w Ulle. Moskiewska wyprawa odwetowa spaliła Witebsk. Wykorzystując osłabienie Szwecji, Iwan IV Groźny utworzył w 1570 na terytorium Inflant marionetkowe królestwo, osadzając na jego tronie Magnusa Inflanckiego.

## Rozejm
Negocjacje pokojowe rozpoczęto już w 1568. Ich wynikiem było podpisanie 22 czerwca 1570 w Moskwie trzyletniego rozejmu, potwierdzonego w podpisanym 13 grudnia pokojem szczecińskim, który kończył wojnę szwedzko-duńską.
Postanowienia:
- Litwa traciła na rzecz Rosji: wschodnią część Inflant z kilkoma zamkami (m.in. Marienburg), biskupstwo dorpackie, wschodnią część Estonii, Połock z zamkiem Turowla, część ziemi witebskiej z zamkami Jezieryszcze i Uświat.

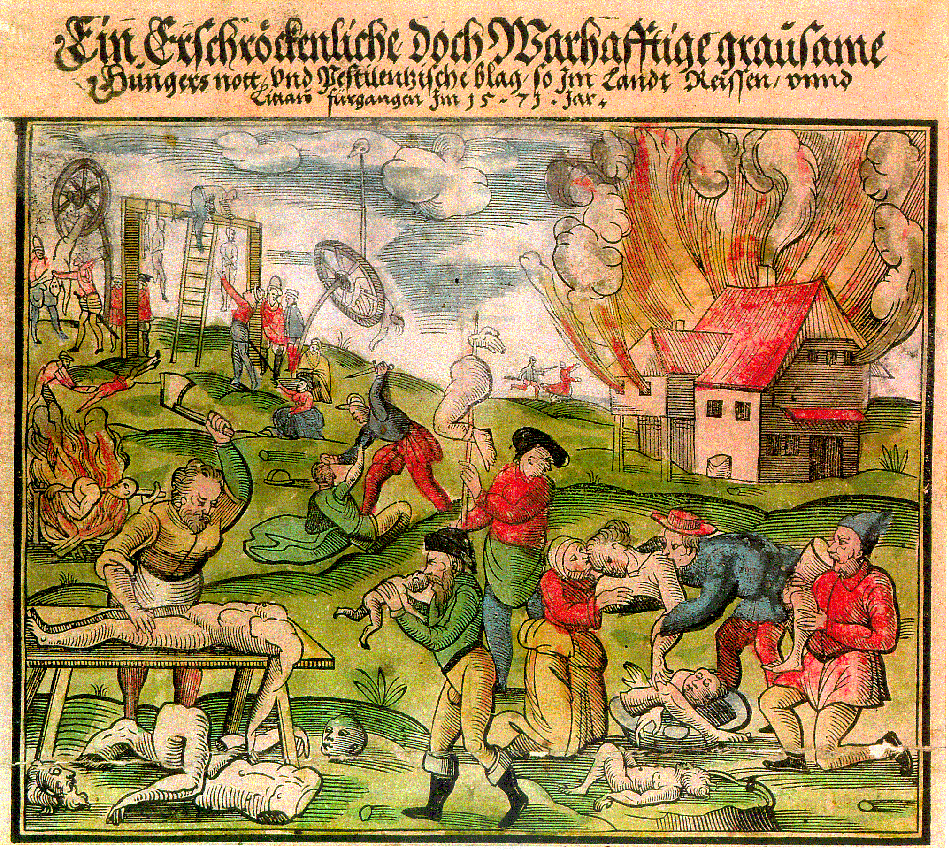
Kanibalizm w Wielkim Księstwie Litewskim i w Rosji, grafika niemiecka z XVI wieku

## Skutki
Rosja uzyskała podstawy do dalszej ekspansji na ziemie litewskie. W wyniku zagrożenia podstaw egzystencji Wielkiego Księstwa Litewskiego nastąpiło ściślejsze jego zespolenie z Polską, która jako sojusznik Litwy w ciągu 7 lat wystawiła 300 rot wojsk kosztem 2 milionów złotych. W 1569 podpisano unię lubelską.
Pograniczne ziemie litewsko-moskiewskie zostały do tego stopnia spustoszone i ogołocone z pożywienia, że już w 1571 wybuchła tam wielka epidemia morowego powietrza połączona z przypadkami kanibalizmu.